# HMS Vigilant (S30)
L'HMS Vigilant è la terza unità della Classe Vanguard. Come le sorelle fa parte del deterrente del Regno Unito, grazie alle postazioni missilistiche Trident. Nel 2002 gli oppositori del programma nucleare Trident superarono la sicurezza al Faslane Naval Base, dov'era il sottomarino e lo marchiarono con il simbolo della CND (campagna per il disarmo nucleare) e la parola Vile.

## Caratteristiche generali
- Dislocamento: 15,900 tonnellate
- Lunghezza: 149.9 metri
- Larghezza: 12.8 metri
- Pescaggio: 12 metri
- Equipaggio: 14 ufficiali, 121 marinai
- Propulsione: reattore PWR2

Armamento
- 16 basi di lancio per missili Trident II (D5)
- 4 basi per 21 siluri da 533 mm
- 16 Spearfish balistici

Sensori
- sonar
- periscopi (uno per l'attacco e due per la ricerca)
- radar anticollisione

Command System
- SMCS all'inizio del servizio
- SMCS-NG dal 2006